# مايكروسوفت داونلود مانيجر
مايكروسوفت داونلود مانيجر (بالإنجليزية: Microsoft Download Manager)‏ هو مدير تنزيل بسيط لنظام التشغيل ويندوز تم نشره بواسطة شركة مايكروسوفت في عام 2011. إنه يدعم تنزيل الملفات عبر HTTP وHTTPS ويمكن استخدامه بالعديد من اللغات. انتقد أحد مراجعي سوفت بيديا البرنامج، مشيرًا إلى الميزات المفقودة مقارنةً بمديري التنزيل الآخرين.

## روابط خارجية
- الموقع الرسمي (مؤرشف)